# Provincia de Pinar del Río
Pinar del Río es una provincia de Cuba ubicada en el extremo occidental de la isla y del archipiélago. Se trata de una provincia mayormente campestre.

## Datos básicos
Esta provincia tiene una extensión superficial de 8884,51 km² donde habitan 591 931 personas al cierre del 31 de diciembre de 2011. La población urbana representa el 63% del total.
| Año 2011 | Mujeres | Hombres | TOTAL   |
| Urbano   | 185 704 | 185 581 | 371 285 |
| Rural    | 104 919 | 115 727 | 220 646 |
| Total    | 290 623 | 301 308 | 591 931 |

Fuente: Oficina Nacional de Estadística y Población (ONEP), República de Cuba.
De acuerdo a una Ley aprobada por la Asamblea Nacional de Cuba el 1 de agosto de 2010 que modificó la división político-administrativa de Cuba, surgiendo las nuevas provincias de Artemisa y Mayabeque, la provincia de Pinar del Río transfirió a Artemisa sus tres municipios más orientales: Candelaria, San Cristóbal y Bahía Honda. La modificación entró en vigor el 1 de enero de 2011, desde entonces esta provincia está formada por los siguientes once municipios:
| Municipio           | Población (2011) | Área (km²) | Coordenadas                                 |
| ------------------- | ---------------- | ---------- | ------------------------------------------- |
| Consolación del Sur | 88 950           | 1111,9     | 22°30′0″N 83°30′55″O / 22.50000, -83.51528  |
| Guane               | 36 172           | 720,79     | 22°12′2″N 84°05′1″O / 22.20056, -84.08361   |
| La Palma            | 35 487           | 636,22     | 22°45′22″N 83°33′12″O / 22.75611, -83.55333 |
| Los Palacios        | 38 636           | 770,77     | 22°34′57″N 83°14′56″O / 22.58250, -83.24889 |
| Mantua              | 25 391           | 914,65     | 22°17′27″N 84°17′14″O / 22.29083, -84.28722 |
| Minas de Matahambre | 33 733           | 857,9      | 22°34′57″N 83°56′57″O / 22.58250, -83.94917 |
| Pinar del Río       | 190 337          | 726,69     | 22°25′33″N 83°41′18″O / 22.42583, -83.68833 |
| San Juan y Martínez | 44 969           | 408,24     | 22°16′0″N 83°50′2″O / 22.26667, -83.83389   |
| San Luis            | 32 393           | 327,19     | 22°16′59″N 83°46′4″O / 22.28306, -83.76778  |
| Sandino             | 37 891           | 1714,13    | 22°04′52″N 84°13′18″O / 22.08111, -84.22167 |
| Viñales             | 27 972           | 696,03     | 22°36′55″N 83°42′57″O / 22.61528, -83.71583 |

## Límites
Las aguas del golfo de México y del mar Caribe la bañan por el norte, sur y oeste; en tanto que hacia el este limita con la provincia de Artemisa.

## Geografía

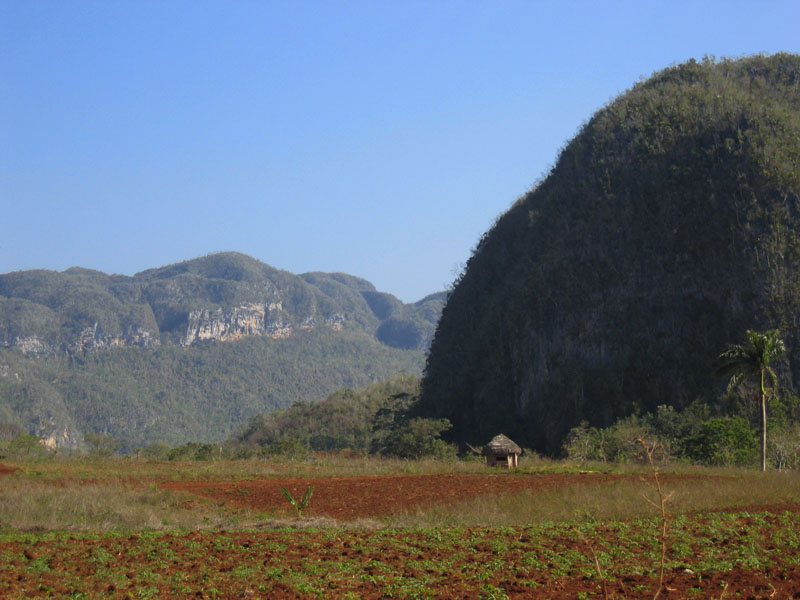
Mogotes en el Valle de Viñales

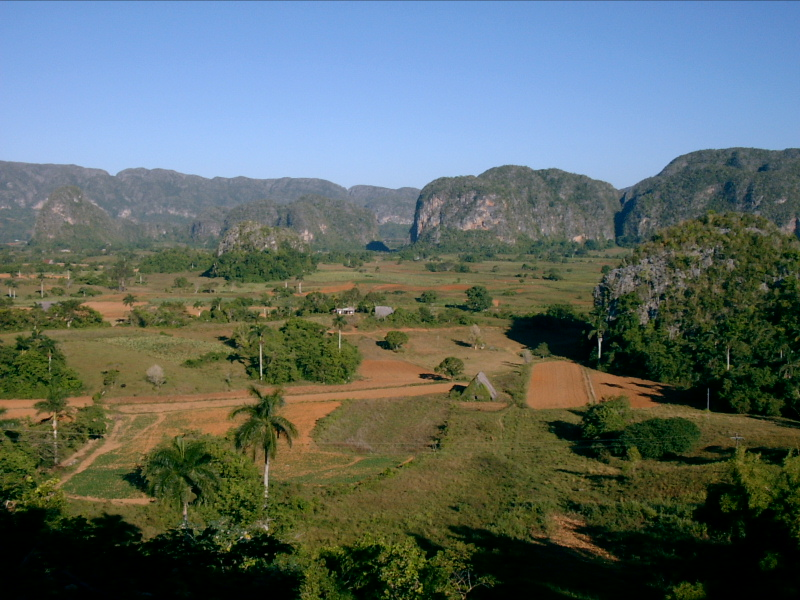
Paisaje en la provincia

El centro está accidentado por la Sierra de los Órganos y el extremo este constituye la Sierra del Rosario con alturas superiores a los 600 m, ambas conforman la Cordillera de Guaniguanico, con una alineación suroeste-noroeste. Allí se localiza la Loma de Seboruco que con 671 m es la altitud máxima de la provincia.
En la Sierra de los Órganos se sitúa el hermoso y mundialmente famoso Valle de Viñales, donde se encuentran los mogotes, típicas mantañas de naturaleza kárstica de paredes verticales y caprichosas formas. Predominan los suelos calcáreos y la morfología kárstica, por lo que Pinar del Río cuenta con las mayores cuevas de las Antillas.
Al sur se encuentra la llanura aluvial del sur de Pinar del Río, donde se cultiva el mejor tabaco del mundo. En el extremo occidental se encuentra la Península de Guanahacabibes, caracterizada por suelos calcáreos, con abundantes cuevas, muchas de ellas verticales, además de presentar una rica y virgen fauna y flora. La costa norte de la península es baja y cenagosa, con abundantes bosques de manglares; por el contrario la costa sur en la península de Guanahacabibes está formada por acantilados y "diente de perro", con presencia de abundantes playas de arenas blancas y fondos claros. La Bajada, María La Gorda y Las Tumbas son las más conocidas. En el punto occidental de la península se sitúa el cabo de San Antonio, siendo este el extremo más occidental de la isla de Cuba.
Varios ríos se sitúan en esta provincia siendo el Cuyaguateje el más extenso y caudaloso, presentando parte de su trayecto a nivel subterráneo.
En la costa norte se encuentran diversos cayos pertenecientes al archipiélago de Los Colorados, mientras que en la costa sur existen algunos cayos pertenecientes al archipiélago de Los Canarreos, como los Cayos de San Felipe.
Otros accidentes geográficos de interés son Ensenada de La Coloma, Bahía de Cortés, Cabo Corrientes, Ensenada de Guadiana, Laguna Grande y Río Hondo. Sus lugares turísticos se concentran mayormente en el Valle de Viñales, uno de los paisajes más hermosos de Cuba, con condición de Monumento Nacional Natural, localizado en un área de 132 km² de la Sierra de los Órganos y rodeado de impresionantes montañas de cimas redondeadas.
A lo largo y ancho de esta región existen senderos naturales para los interesados en observar de cerca la exuberante flora y fauna, a lo cual se suman los sistemas cavernarios de Palmarito, El Indio y la cueva más grande de Cuba, la Caverna de Santo Tomás, con más de 42 km. El Abra del Ancón, la Sierra del Infierno, el Valle de las Dos Hermanas, El Hoyo de Jaruco y el Valle de San Vicente se suman a las plantaciones del mejor tabaco del mundo, el jardín botánico de Caridad y la comunidad campesina de Los Acuáticos, donde sus habitantes curan todos sus males con agua.

## Historia
Pinar del Río es el espacio histórico que abarcó la primitiva provincia de Pinar del Río, delimitado, como el de las cinco provincias restantes, en 1878, y que, con mínimas variaciones, se mantuvo así hasta 1969 y posteriormente con las divisiones político-administrativas de 1976 y 2011.

## Salud
Pinar del Río, como provincia cubana, está integrada al Sistema Nacional de Salud, haciendo extensivo el derecho a la salud gratuita en toda su geografía. En todos los municipios existen Policlínicos Comunitarios y un grupo de Consultorios del Médico y la Enfermera de la Familia, Clínicas Estomatológicas y Hogares Maternos que integran la Atención Primaria de Salud. En cada Policlínico Comunitario existe una Terapia Intensiva Municipal que da cobertura al tratamiento de patologías que comprometan la vida de los pacientes.
En el municipio cabecera provincial, existen cuatro policlínicos comunitarios y varios centros de atención secundaria de salud entre los que se encuentran:
- Hospital Pediátrico Provincial "Pepe Portilla"
- Hospital Clínico Quirúrgico Provincial "León Cuervo Rubio"
- Hospital Oncológico Tercer Congreso
- Unidad Oncológica Provincial
- Hospital de Becados "Federico Engels"
- Hospital Militar de Pinar del Río
- Hospital Psiquiátrico Provincial de Pinar del Río
- Hogar de Ancianos de Pinar del Río
- Hospital General Docente "Abel Santamaría Cuadrado"

La provincial también cuenta con la Universidad de Ciencias Médicas Dr. Ernesto Che Guevara de la Serna, unidad rectora de la formación del capital humano necesario para la atención esmerada y de calidad. En ella se cursan las carreras de Medicina, Estomatología, Licenciatura en Enfermería, Licenciatura en Psicología y Licenciatura en Tecnología de la Salud con diversos perfiles de salida.

### Estructuras de salud con las que cuenta la provincia
- Hospitales 17
- Policlínicos 25
- Clínicas estomatológicas 10
- Hogares maternos 25
- Hogares de ancianos 1
- Casas de abuelos 15

## Educación

### Estructuras de educación con las que cuenta la provincia
- Escuelas (curso 2005/2006) 	887
- Primaria 		689
- Media 		131
- Especial 	 21
- Adulto 		46
- Superior 		 3

### Universidad de Pinar del Río
La provincia cuenta con la Universidad "Hermanos Saíz Montes de Oca", esta Universidad se fundó el 20 de agosto de 1972, graduando desde entonces a más de 11 338 estudiantes de pregrado y a unos 6000 de posgrado, condición esta que la sitúa dentro de los centros universitarios más grandes de todo el país.
La Universidad cuenta con seis facultades: Ciencias Económicas, Ciencias Sociales y Humanísticas, Informática y Telecomunicaciones, Geología y Mecánica, Forestal y Agronomía y Agronomía de Montaña.

### Instituto Superior Pedagógico Rafael María de Mendive
En el año 1976 se da comienzo por primera vez a este instituto con una perspectiva más organizada. El Lic. Reynaldo Fernández Lorenzo es nombrado como el director. Posteriormente se constituye en acto oficial el 31 de marzo de 1977 el Instituto Superior Pedagógico, actualmente "Rafael María de Mendive".
Este Instituto en la actualidad cuenta con 384 profesores, 202 asistentes, 75 auxiliares, 5 titulares, 35 aspirantes a doctores, 16 doctores y 92 máster.
También cuenta con la Escuela Vocacional de Arte Raúl Sánchez (Música-Ballet-Danza), donde se forman alumnos de muy alto nivel cultural en estos tres aspectos, donde cursarán sus estudios hasta el duodécimo grado y si su rendimiento lo permite podrán continuar sus estudios y su formación ya como profesional en otras universidades del país.

### Instituto Preuniversitario Vocacional de Ciencias Exactas
Esta escuela, construida después del triunfo de la Revolución e inaugurada el 27 de enero de 1978, es la encargada de enseñar a las más brillantes y prometedoras mentes de la provincia. Esta institución nutre a los estudiantes de un gran espiritud de autosuficiencia e individualismo. Este preuniversitario tiene un mayor nivel de estudio que el resto de las escuelas, siendo también mayores los resultados educacionales que se obtienen. 
Situado en el hoy por hoy en segundo a nivel nacional (de su tipo), solo superado por la vocacional de Ciudad de La Habana, la Lenin, algunos de sus estudiantes han obtenido premios en concursos internacionales. Este tipo de escuelas vocacionales son unas de las únicas en el país donde se estudia otro lengua, además de inglés y español.

### Preuniversitario IPUEC Antonio Guiteras Holmes
Una de tantas escuelas en el campo que existen en Pinar del Río, donde los alumnos conjugan el estudio con el trabajo, sólo que a diferencia de sus similares este centro ha formado infinidad de jóvenes con un alto promedio académico, siendo el único que compite en este sentido con la IPVCE Federico Engels. A pesar del deterioro que presenta el inmueble y de las diarias jornadas laborales en la recogida de cítricos, la promoción relativa hacia centros de estudios superiores es comparable con la de la IPVCE Federico Engels.

## Cultura

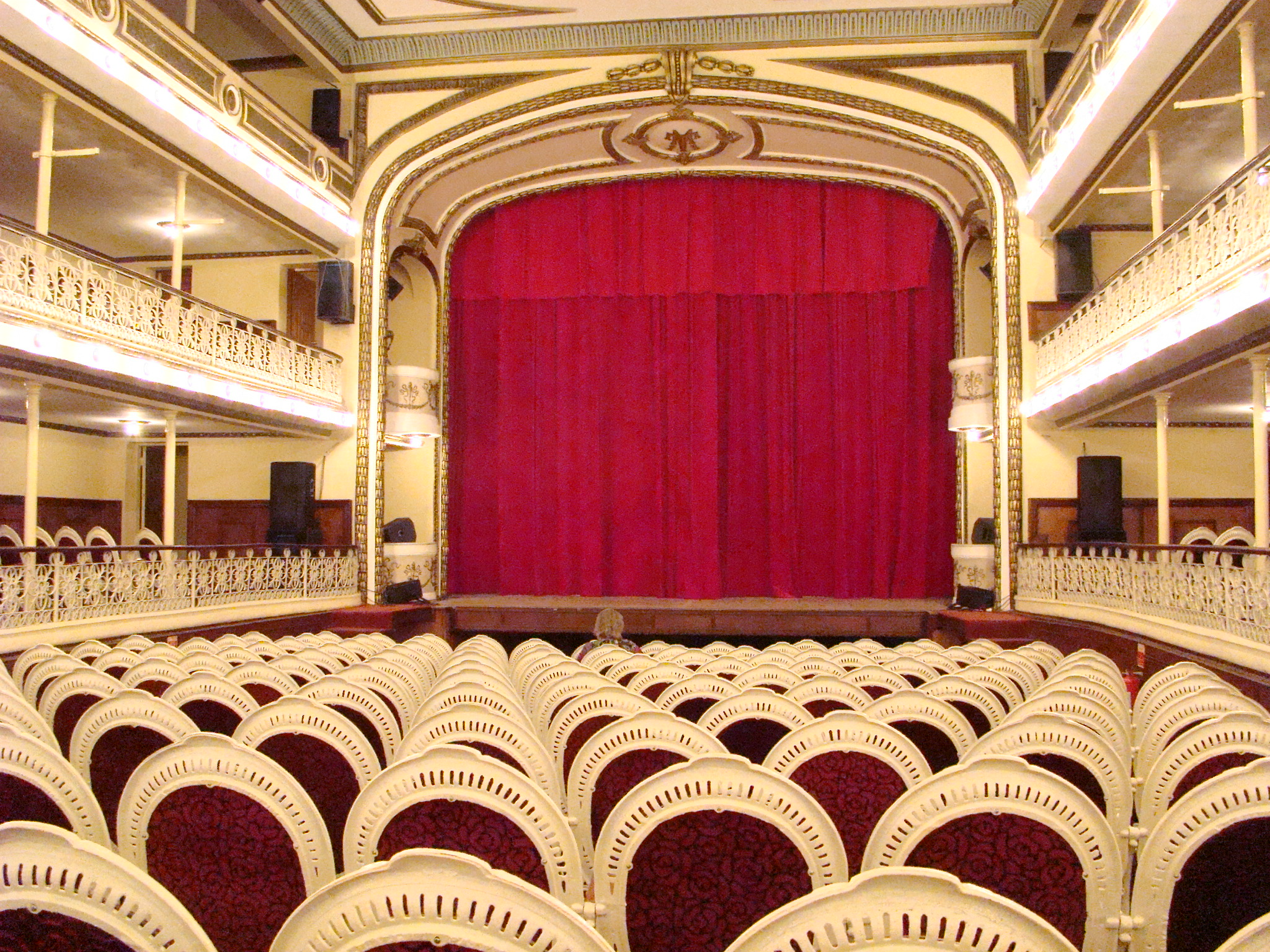
Interior del Teatro Milanés.

La provincia cuenta con un elevado nivel de cultura en general en toda la población, donde a lo largo de la misma y en especial en el municipio de Pinar del Río, donde se despliegan a lo largo de él distintos museos, como el Museo de Ciencias Naturales Tranquilino Sandalio de Noda, ubicado en Martí # 202 esq. Ave. Comandante Pinares, lugar donde encontraras todo lo que necesitas saber sobre nuestra historia natural, desde los antiguos dinosaurios, hasta nuestro proceso de evolución.
También existen cines y teatros, los cuales amplían el conocimiento y las ofertas de recreación para los vueltabajeros. Pinar del Río ha dado importantes figuras de la cultura, no solo a nivel nacional. En el ámbito musical no se puede olvidar hacer mención a figuras como Willy Chirino, quien naciera en el municipio de Santa Cruz, actual Consolación del Sur. Otra figura, cuya fama desgraciadamente fue cortada de tajo por un accidente automovilístico, fue Polo Montañez, quien fuera exponente máximo de la idiosincrasia vueltabajera.

### Estructuras para la cultura y la recreación
- Museos 12
- Bibliotecas 23
- Casas de cultura 13
- Instalaciones de Campismo Popular 11

## Deportes
El Equipo de Baseball de Pinar del Río se ubica entre los primeros puestos en el campeonato de pelota que se realiza en Cuba, donde todas las provincias intervienen en vísperas de sacar al mejor equipo, figuras como Rogelio García, Luis Giraldo Casanova, Pedro Luis Lazo, y Omar Linares, Juan Castro, Omar Ajete, Faustino Corrales, Alfonso Urquiola, Giraldo González, entre muchos otros de excelente calidad son las estrellas de esa provincia.
La provincia cuenta con una escuela formadora de deportistas (EIDE), la cual acoge estudiantes desde tempranas edades para su formación en distintos tipos de deportes, entre los más destacados se encuentran el fútbol, la gimnasia artística y la natación sincronizada.
También cabe destacar el desempeño del ciclista Pedro Pablo Pérez.

## Economía local
La agricultura constituye el principal sector económico de la provincia, representada por el café, el arroz, los cítricos y cultivos varios; pero, sobre todo, el tabaco, del que Pinar del Río es el primer centro productor del país y cuyo tabaco se considera generalmente el de mejor calidad. En menor grado, también se cultiva la caña de azúcar.
Se practica la minería de cobre en Mantua, así como plomo y mármol; hay extracción, en menor escala, de oro. Igualmente, se extraen arena y piedra que son utilizadas en la construcción. Las áreas serranas se dedican a la ganadería y explotación forestal, aunque también se desarrolla un turismo ecológico en lugares como en el Valle de Viñales y el Mural de la Prehistoria.
La industria se centra en la transformación de los productos agrarios. También tienen presencia los procesos textiles, la industria química, de fertilizantes y pesquera. La industria de materiales de construcción y generadora de energía tienen un peso significativo.
El sector de servicios es una fuente importante de empleos.